# علی اقبالی دوگاهه
علی اقبالی دوگاهه (۷ مهر ۱۳۲۸ – ۱ آبان ۱۳۵۹) سرگرد خلبان نورثروپ اف-۵ نیروی هوایی ارتش جمهوری اسلامی ایران و جوان‌ترین استاد خلبان جنگنده شکاری نورثروپ اف-۵ در این نیرو بود.
وی در ۱ آبان ۱۳۵۹ در یک مأموریت برون‌مرزی به عنوان سرگروه با هدف بمباران یکی از سایت‌های رادار شهر موصل اعزام شد. در راه بازگشت هواپیمای وی مورد اصابت موشک قرار گرفت و در ۳۰ کیلومتری شرق موصل هنگام سقوط ایجکت کرد و پس از دستگیری، به دستور فرمانده عراقی، بدن او را به دو جیپ ارتشی بستند و با سمت مخالف به دو نیم کردند.

## زندگی‌نامه
سید علی اقبالی زادهٔ ۷ مهر ماه ۱۳۲۸ محله دوگاهه پایین بازار رودبار گیلان بود. اقبالی مدرک دیپلم خود را از دبیرستان امیرکبیر تهران گرفت و در ۱۳ آذرماه ۱۳۴۶ به استخدام نیروی هوایی شاهنشاهی ایران درآمد.
وی پس از گذراندن آموزش‌های تخصصی و مهارت‌های فنی و انجام پرواز مقدماتی با هواپیمای پاپ و اف-۳۳ در دانشکده پرواز، در ۲۵ مرداد ۱۳۴۷ برای تکمیل دوره خلبانی به پایگاه هوایی ویلیامز شهر فنیکس ایالت آریزونای آمریکا فرستاده شد.
کسب رتبه نخست در بین بیش از ۴۰۰ دانشجوی خلبانی از کشورهای مختلف به عنوان خلبان نمونه این پایگاه را از آن خود نمود.
امتیازات خلبانی که او در پایگاه ویلیامز آمریکا بدست آورد شامل رکوردهایی بود که تا آن زمان هرگز در آن پایگاه هوایی ثبت نشده بود. بطوری که تمامی اساتید پرواز هواپیماهای جنگی آمریکا را شگفت زده نمود؛ و به او لقب سلطان پرواز را داده بودند.
پس از بازگشت از این دوره، دوگاهه در ۴ بهمن ۱۳۴۸ به عنوان افسر خلبان شکاری تاکتیکی نیروی هوایی شاهنشاهی ایران فعالیت خود را آغاز نمود.
در سال ۱۳۵۳ اقبالی جهت گذراندن دوره کارشناسی تفسیر عکس‌های هوایی و مدیریت اطلاعات و عملیات هوایی دوباره به آمریکا فرستاده شد.
وی در طی دوران فعالیتش مسئولیت‌هایی در پایگاه‌های بوشهر، دزفول، تبریز و ستاد نیروی هوایی تهران داشت و همچنین سرپرست پست‌های راهبردی معلم خلبانی، رئیس شعبه اطلاعات و عملیات فرماندهی گردان ۲۳ شکاری و در معاونت طرح و برنامه نیروی هوایی ارتش جمهوری اسلامی ایران افسر ناظر اجرای طرح‌های عملیاتی بود. اقبالی پس از انقلاب ۱۳۵۷ ایران بعد از آغاز جنگ ایران و عراق، با انجام پروازهای شناسایی و آموزشی، داوطلبانه به نیروی هوایی ارتش جمهوری اسلامی ایران پیوست. اقبالی در سال ۱۳۵۴ ازدواج کرده و صاحب یک پسر بود.

## آخرین عملیات
اقبالی در ۱ آبان ۱۳۵۹ در یک مأموریت برون‌مرزی به عنوان سرگروه با هدف بمباران یکی از سایت‌های رادار شهر موصل اعزام شد. دو فروند هواپیمای اف-۵ پس از رسیدن به منطقه و عدم مشاهده هدف نخست برای بمباران پادگان العقره در حوالی پایگاه هوایی کرکوک به عنوان هدف دوم، تغییر مسیر دادند. پس از بمباران این پادگان، در راه بازگشت هواپیمای وی مورد اصابت موشک قرار گرفت و در ۳۰ کیلومتری شرق موصل پس از ایجکت، سقوط کرد.
پس از سقوط هواپیما و دستگیریش، به دستور مؤکد صدام حسین مبنی بر برخورد شدید با خلبانان و فرماندهانی که لیستشان در فهرست سیاه ارتش عراق بود به دلیل ضربات مرگباری که این خلبان به نیروهای عراقی وارد آورده بود توسط یگانهای بعثی در محل استقرار نیروها، با طناب به دو جیپ بسته شده و بدنش را به دو نیم کرده آنگاه نیمی را در گورستان محافظیه شهر نینوا و نیمه دیگر آن را در قبرستان زبیر شهر موصل به خاک سپردند. پس از ۲۲ سال و با پیگیری کمیته جستجوی اسرا و مفقودین و کمیته بین‌المللی صلیب سرخ، در پنجم مرداد سال ۸۱ بازمانده پیکر سید علی اقبالی دوگاهه به ایران بازگشت و در قطعه شهدای جنگ ایران و عراق بهشت زهرا به خاک سپرده شد.

## نگارخانه